# Cidadania original de Veneza

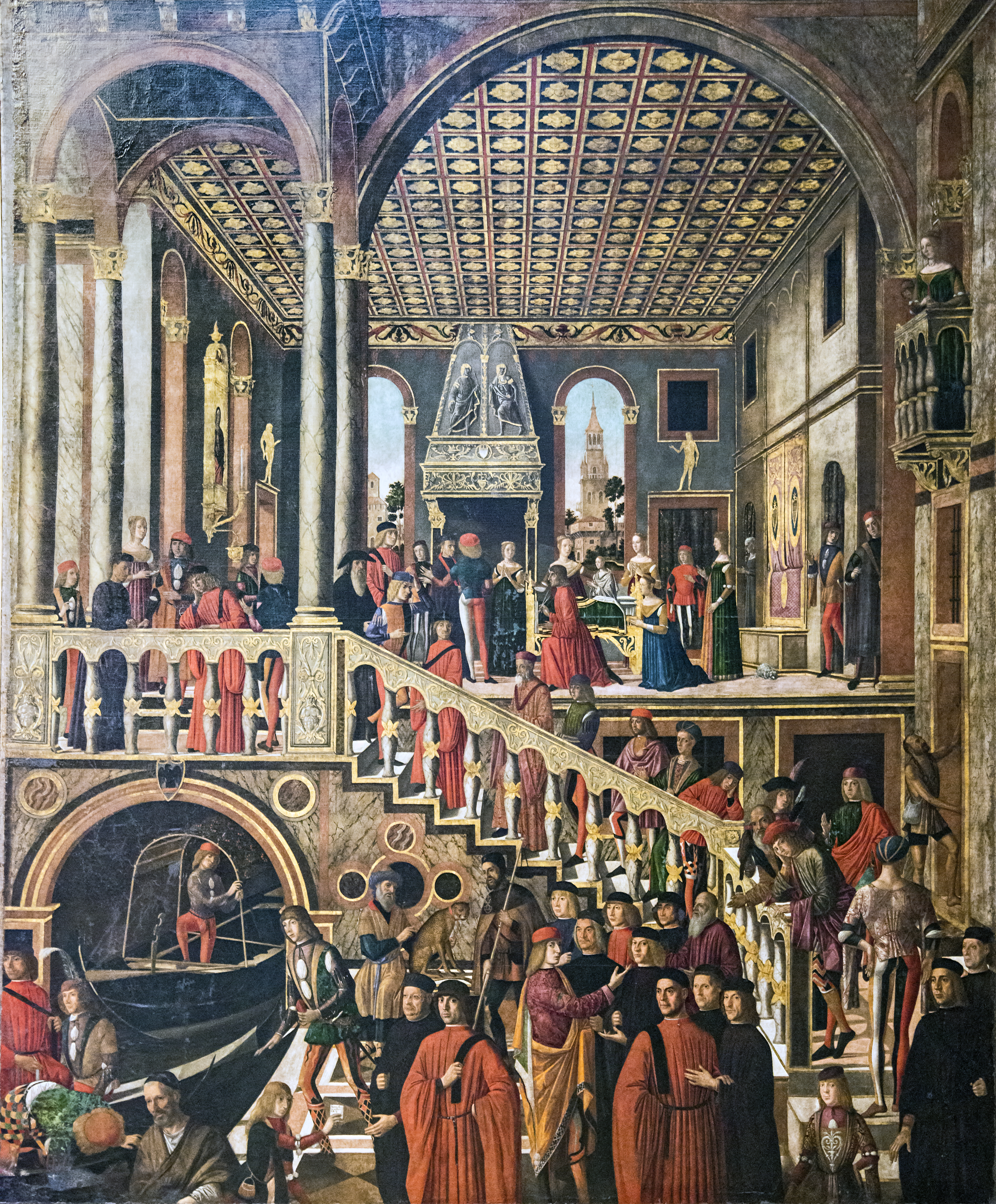
A cura milagrosa da filha de Benvegnudo de San Polo, de Giovanni Mansueti, uma cena retratando uma família de cidadãos originais em seu ambiente.

A cidadania original (em italiano, cittadinanza originaria) foi um estatuto cívico formal da antiga República de Veneza, que dava direito a importantes privilégios e a uma qualificação de nobreza. 
Os cidadãos originais (cittadini originarii) eram descendentes dos fundadores da cidade, ou aqueles que por algum outro meio, como por exemplo uma notada contribuição aos interesses do Estado, obtivessem a admissão. Formaram a classe mais rica e influente nos primórdios da República, e junto com os tribunos, dominaram os doges e o Concio Generalis, a primitiva forma do Conselho, até meados do século XII, quando inicia a formação de uma nova elite que se cristalizaria na nobreza veneziana em sua feição clássica: o patriciado. No Fechamento do Conselho Maior (Serrata del Maggior Consiglio) em 28 de fevereiro de 1297, que definiu os estatutos e listou as famílias integrantes do patriciado como aquelas que nas décadas anteriores haviam tido assento no Conselho, foram excluídos definitivamente deste corpo legislativo. Tornaram-se assim uma nobreza de segundo escalão, "a Segunda Coroa da República", como referiu Bellavitis, sendo inscritos no Livro de Prata, instrumento instituído formalmente em 19 de julho de 1315.
Contudo, no rigor da lei veneziana, das ordens tradicionais em que se dividiu a população (patrícios, cidadãos originais, cidadãos comuns e povo) a partir da Serrata, apenas os patrícios foram oficialmente reconhecidos como nobres, mas os cittadini preservaram um perfil aristocrático, e a aplicação da palavra nobre, num sentido lato, foi comum no seu caso, já que o estatuto, por costume, era visto como dotado de nobreza, e eles tinham o direito de ser agregados aos Conselhos de Nobres provincianos. Além disso, suas raízes, em muitos casos de grande lustro e antiguidade, seu estilo de vida, seus frequentes laços de parentesco com patrícios, seus privilégios, seu prestígio e mesmo o uso de brasões o justificava. Muitas famílias receberam títulos nobiliárquicos de uma ordem periférica à estratificação tradicional veneziana, que não davam acesso ao Conselho nem equivaliam ao de patrício, especialmente aquelas famílias que haviam produzido membros ocupantes da função de podestà em cidades sob o controle veneziano. Assim, a definição de nobreza era na prática mais abrangente e fluida do que sua restrição à classe patrícia propriamente dita, e isso vale especialmente se for considerado o contexto social e não legal.
Depois de muito tempo de indefinição, as atribuições, deveres e direitos da classe foram sendo regulamentados. Disse Antonio Longo, um dos principais compiladores das famílias agregadas:
"O sereníssimo Conselho Maior, e o excelso Conselho dos Dez, em meados do século XV imaginaram, para sua própria dignidade e para o seu melhor serviço, segregar, da massa dos cidadãos [...], um corpo de pessoas notáveis pelo seu nascimento e por competente fortuna, qualificando-os com o título de cidadãos originais, uma classe que no futuro deveria funcionar como um conservatório ou seminário, da qual se pudesse selecionar de tempos em tempos indivíduos de famílias habilitadas, através de comprovação, a servir na Chancelaria Ducal".
Em 1410 foi-lhes atribuída a supervisão de todas as irmandades; em 1419 foi dado acesso à assessoria de magistrados de terra e mar; em 1443 obtiveram o direito de servir na Chancelaria Ducal; em 1444 foi criado um serviço de preparação profissional para os filhos desta classe a fim de capacitá-los para as funções burocráticas; em 1455 foram definidos quais cargos poderiam ocupar; em 1469 foram estabelecidos critérios de pertencimento baseados na hereditariedade e na ocupação tradicional das famílias, seus pais e avós não podiam ter exercido nenhum ofício mecânico ou outros considerados indignos; em 1475 foi abolido o acesso ao serviço público para membros que eram eclesiásticos; entre 1481-82 foram regulamentadas a duração dos mandatos e as formas de indicação e demissão, e em 1482 foi permitido que os membros ativos da burocracia recebessem um funeral de Estado.
Os cidadãos originais detinham relevantes privilégios, praticamente dominaram a burocracia estatal e a organização da administração pública e do cerimonial, e podiam aspirar a exercer cargos de grande responsabilidade como notário (em certo período quase uma exclusividade de cidadãos originais), tesoureiro e advogado do Estado, a partir do século XV passaram a ter acesso ao cargo de embaixador, e a posição mais eminente que podiam ocupar era a de grande chanceler (Cancelliere Grande), que controlava todos os trabalhos da Chancelaria Ducal e tinha prerrogativas extraordinárias: tinha o título de Excelência e a precedência sobre todos os magistrados, exceto o doge, os conselheiros e os procuradores de São Marcos, podia permanecer com seu chapéu em presença do doge, usava uma toga púrpura e tinha o direito de ingresso em todos os conselhos, embora não pudesse votar, e era considerado o chefe da classe dos cidadãos. Desta classe também saíam os secretários do Senado e do Conselho dos Dez, aos quais cabiam os títulos de Fidelíssimo e Circunspecto. Para várias outras funções públicas, bem como a pertença a certas irmandades religiosas, era um requisito mínimo ser membro desta classe.
Patrícios que por algum motivo perdiam seu estatuto tornavam-se cidadãos originais, uma classe que se entrelaçou extensivamente com patrícios através de casamentos, considerados por estes suficientemente honrosos quando não havia possibilidades de manter a rígida endogamia que caracterizou o patriciado, como por exemplo no caso de filhos ilegítimos ou membros de menores posses.
O estatuto também dava direitos mercantis especiais. Com o tempo a classe se dividiu em cidadãos "de dentro" (de intus) e os "de dentro e fora" (de intus et de extra), respectivamente aqueles que tinham o direito de comerciar somente dentro da cidade, uma categoria inferior, e os outros, mais prestigiados, que podiam excercê-lo com o estrangeiro. A partir do século XVI, quando o patriciado começou a se retirar do comércio, os cidadãos originais se tornaram os principais comerciantes de Veneza, muitos deles conquistando enorme riqueza.
A admissão de novos membros devia obedecer a uma série de requisitos que se assemelhavam àqueles exigidos para o enobrecimento em geral: pertencer a uma família honrada residente em Veneza há pelo menos 25 anos, que não exercesse atividades mecânicas há pelo menos três gerações, não tivesse registro criminal e desse contribuições monetárias à República. Esses requisitos, contudo, variaram em seu rigor. Quando se efetivou no século XV a conquista da terraferma (províncias vizinhas no continente), a admissão foi facilitada devido à chegada de muitos imigrantes, mas os requisitos tornaram-se lei em 1641, e desde então passaram a ser aplicados com maior consistência, principalmente àqueles que desejavam ocupar cargos na burocracia estatal.

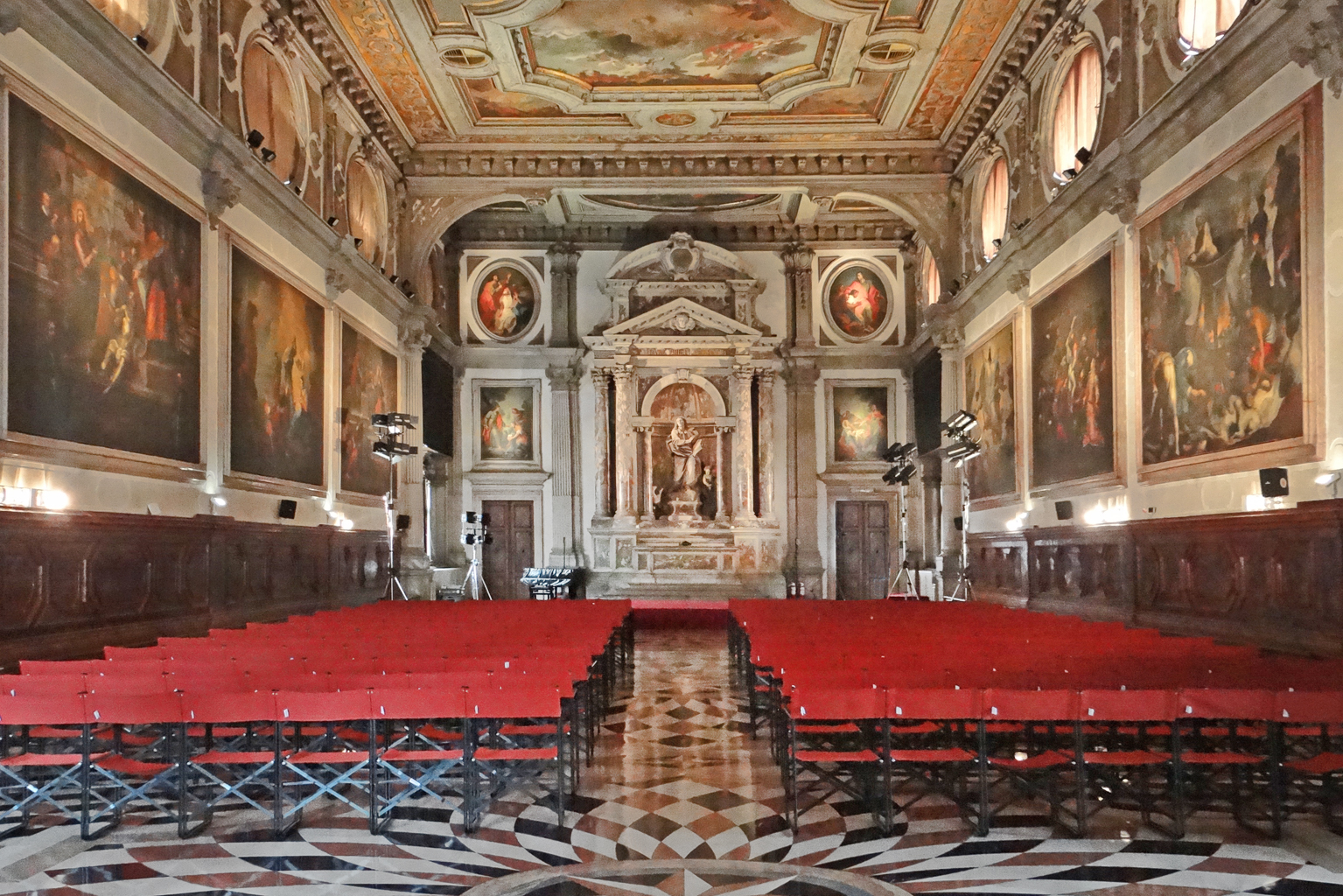
O salão da Escola Grande.

Apesar de haver abundante documentação sobre suas funções oficiais, as características sociais e culturais da classe são mais pobremente conhecidas. Longo referiu genericamente, no início do século XIX, que muitas famílias tiveram grande cultura, produziram sacerdotes e outros clérigos, bem como literatos e mecenas, mas nas últimas décadas têm vindo à luz diários e memórias de alguns membros e outros documentos que contribuem para formar uma impressão mais rica e detalhada sobre seu cotidiano. Um grupo especialmente significativo de documentos foi resgatado dos arquivos da antiga Escola Grande de São João Evangelista, cobrindo o período de 1370 a 1480. A escola foi inicialmente uma irmandade religiosa penitencial, mas evoluiu para uma associação de caráter principalmente social, assistencialista e de mútuo socorro. Foi uma das seis "escolas grandes" da cidade, adquirindo grande prestígio. Inicialmente aberta a todas as pessoas, veio a ser controlada pelas mais influentes e ricas famílias de cittadini, e tornou-se nas palavras de Petkov, "um veículo para sua auto-expressão em obras, palavras, arte e arquitetura". Após a aquisição de uma relíquia da Santa Cruz, os cittadini promoveram a reconstrução do prédio em uma escala grandiosa e providenciaram seu embelezamento com grandes pinturas e outras obras de arte, sob o encargo de artistas de renome, como Gentile Bellini, Jacopo Bellini, Vittore Carpaccio, Perugino e Ticiano. O resultado constitui um retrato único da classe como um corpo coeso e consciente de sua importância social, administrativa, econômica e cultural, de sua devoção religiosa e de suas obras beneficentes, preocupado com a preservação de meios específicos de influência, com a criação de redes de relacionamento e com a ocupação de espaços de representação social.